# اوپالگالاواتا
اوپالگالاواتا (به لاتین: Opalgalawatta) یک منطقهٔ مسکونی در سری‌لانکا است که در استان مرکزی (سری‌لانکا) واقع شده‌است.